# 巴勒斯坦政府
巴勒斯坦政府目前被分为两部分，巴勒斯坦解放组织控制的约旦河西岸的政府和哈馬斯控制的加薩走廊的政府。

## 历史
巴勒斯坦政府的前身为英國巴勒斯坦託管地1936年至1948年的阿拉伯高级委员会。1948年，第一次中东战争爆发，阿拉伯人战败，阿拉伯人在巴勒斯坦地区控制的土地只剩下约旦河西岸地区和加沙地区，面积为1.05万平方公里，比1947年联合国大会181号决议规定的1.15万平方公里少了0.1万平方公里。1948年至1959年间，巴勒斯坦政府为全巴勒斯坦政府，全巴勒斯坦政府管辖地区为埃及在第一次中东战争中占领的加沙地区，约旦王国在第一次中东战争中占领的约旦河西岸地区地区则由约旦政府直接管理。1959年，全巴勒斯坦政府被埃及政府解散，此后加沙地区由埃及政府直接管理，一直到1967年被以色列占领为止。
1967年至1994年，约旦河西岸地区和加沙地区处于以色列的直接控制之下，虽然巴勒斯坦解放组织被阿拉伯国家联盟首脑会议承认为巴勒斯坦人的唯一合法代表，但是在这一期间巴勒斯坦解放组织对约旦河西岸地区和加沙地区无法进行统治。
1994年5月4日，巴勒斯坦解放组织和以色列在开罗签署了具有历史意义的《关于在加沙和杰里科实行有限自治的协议》，1994年5月12日，巴勒斯坦民族权力机构成立，1994年到1995年，以色列国防军撤出了69%的加沙地区和90%以上的约旦河西岸地区，巴勒斯坦政府得以对约旦河西岸地区和加沙地区进行实际上的管理。不過以色列官员代表巴勒斯坦政府在约旦河西岸地区收税。
2007年加沙之战爆发，自此巴勒斯坦國事实分裂。
2013年1月，巴勒斯坦总统阿巴斯签署命令，要求将法规、公文、证件等使用的“巴勒斯坦民族权力机构”称谓统一改为“巴勒斯坦国”，巴勒斯坦国政府在对外交往中也不再使用“巴勒斯坦民族权力机构”而是用“巴勒斯坦国政府”一词。

## 部门

### 约旦河西岸（巴勒斯坦自治政府）
- 财政部
- 公共工程和住房部
- 规划和发展管理部
- 教育及高等教育部
- 内政部
- 农业部
- 通信和信息技术部
- 外交及僑務部
- 卫生部
- 运输部
- 安全部門

### 加沙地带（哈马斯政府）
财政部、教育部、卫生部、体育部、农业部等